# 250 г. пр.н.е.
250 (двеста и петдесета) година преди новата ера (пр.н.е.) е година от доюлианския (Помпилийски) римски календар.

## Събития

### В Римската република
- Консули са Гай Атилий Регул и Луций Манлий Вулзон Лонг.
- В хода на Първата пуническа война римляните изпращат експедиция срещу картагенския град Лилибеум като го подлагат на дълга обсада (250 – 241 пр.н.е.)[1]
- Луций Цецилий Метел нанася тежко поражение на картагенския военачалник Хасдрубал в битката при Панорм. Сред загубите на картагенците са 60 слонове от общо 140 участвали в сражението, много от които попадат в римски ръце.[2] Тези животни са показани в Рим на триумфа на Метел през месец септември същата година.[3]
- Град Селинунт е разрушен от картагенците.[2]

### В Египет
- Умира царя на Кирена Магас. Неговата вдовица Апама II прекратява годежа на дъщеря си Береника II с Птолемей III и извиква Деметрий Красивия и му предлага ръката на дъщеря си. Предложението е прието от Деметрий и той се жени за Береника през тази или следващата година, но скоро след това той любовник на своята тъща Апама. Впоследствие той е убит по нареждане на Береника.[4]

### В Азия
- Умира царя на Витиния Никомед I.[4]
- В периода 250 – 237 г. пр.н.е. Бактрия и Партия се отцепват от империята на Селевкидите.[4]

## Починали
- Марк Атилий Регул (консул 267 пр.н.е.), римски политик и военачалник
- Магас, цар на Кирена
- Никомед I, цар на Витиния (роден ок. 300 г. пр.н.е.)
- Еразистрат, древногръцки анатом и придворен лекар на цар Селевк I Никатор. Псновава школа за анатомия в Александрия (роден ок. 310 г. пр.н.е.)